# Aralez
Artamete (em armênio: Արալեզ) é uma aldeia no município de Ararate, na província de Ararate, na Armênia. Tem uma população de 2 243 habitantes no censo de 2011, abaixo dos 2 493 no censo de 2001.